# Nowa Sól

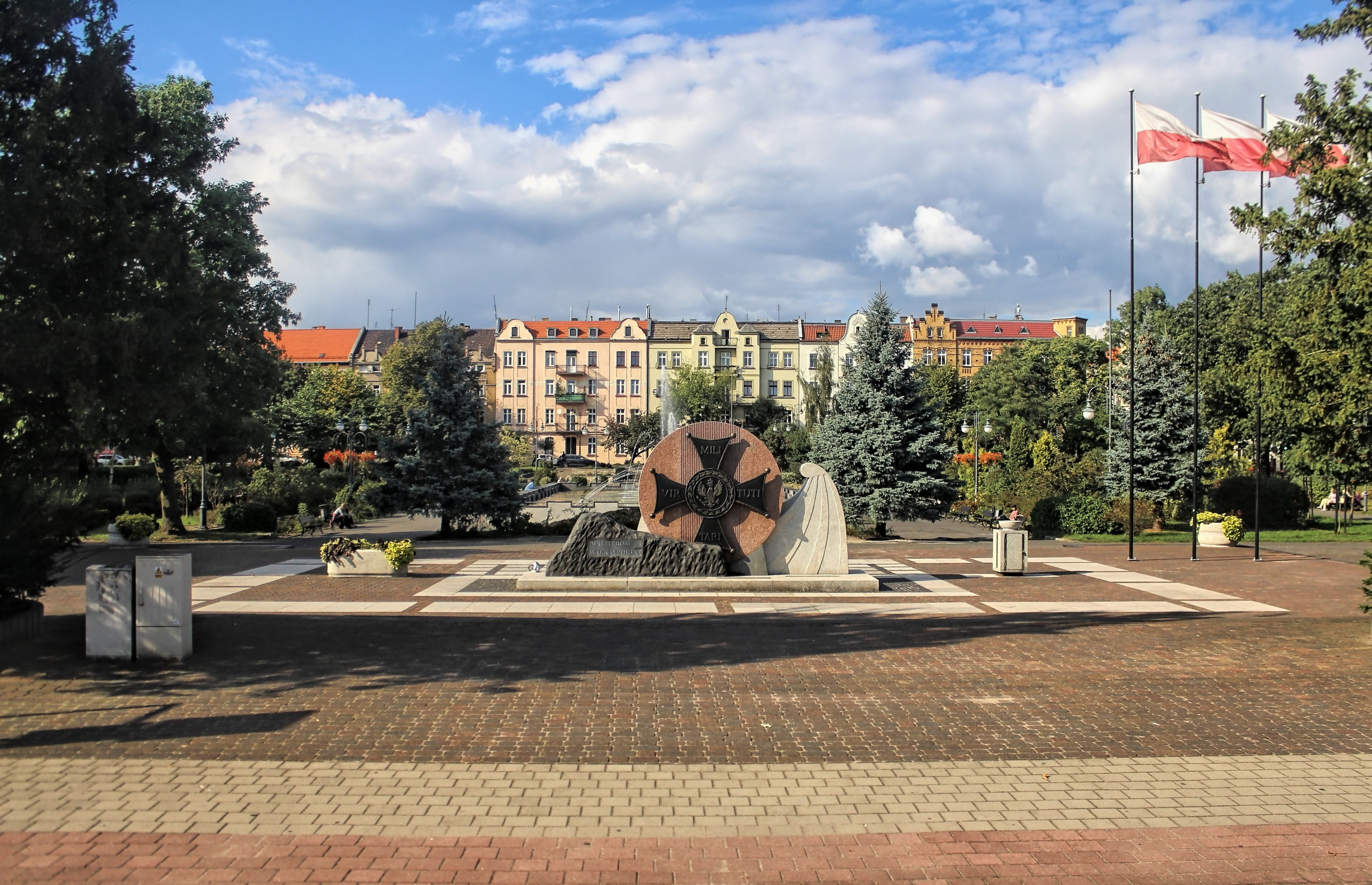
Nowa Sól, Platz an der ul. Zjednoczenia im Stadtzentrum

Nowa Sól [ˈnɔva ˈsul] (deutsch Neusalz an der Oder) ist eine Stadt in der polnischen Woiwodschaft Lebus. Sie ist Kreisstadt des Powiat Nowosolski (Kreis Neusalz an der Oder). Die ehemals eigenständige Gemeinde Stare Żabno wurde 1961 in die Stadt eingemeindet.

## Geographische Lage
Die Stadt liegt in Niederschlesien am linken Ufer der Oder südlich der Einmündung der Czarna Struga (Landgraben oder Schwartze), eines linken Nebenflusses der Oder, etwa 30 Kilometer nordwestlich von Glogau.

## Geschichte

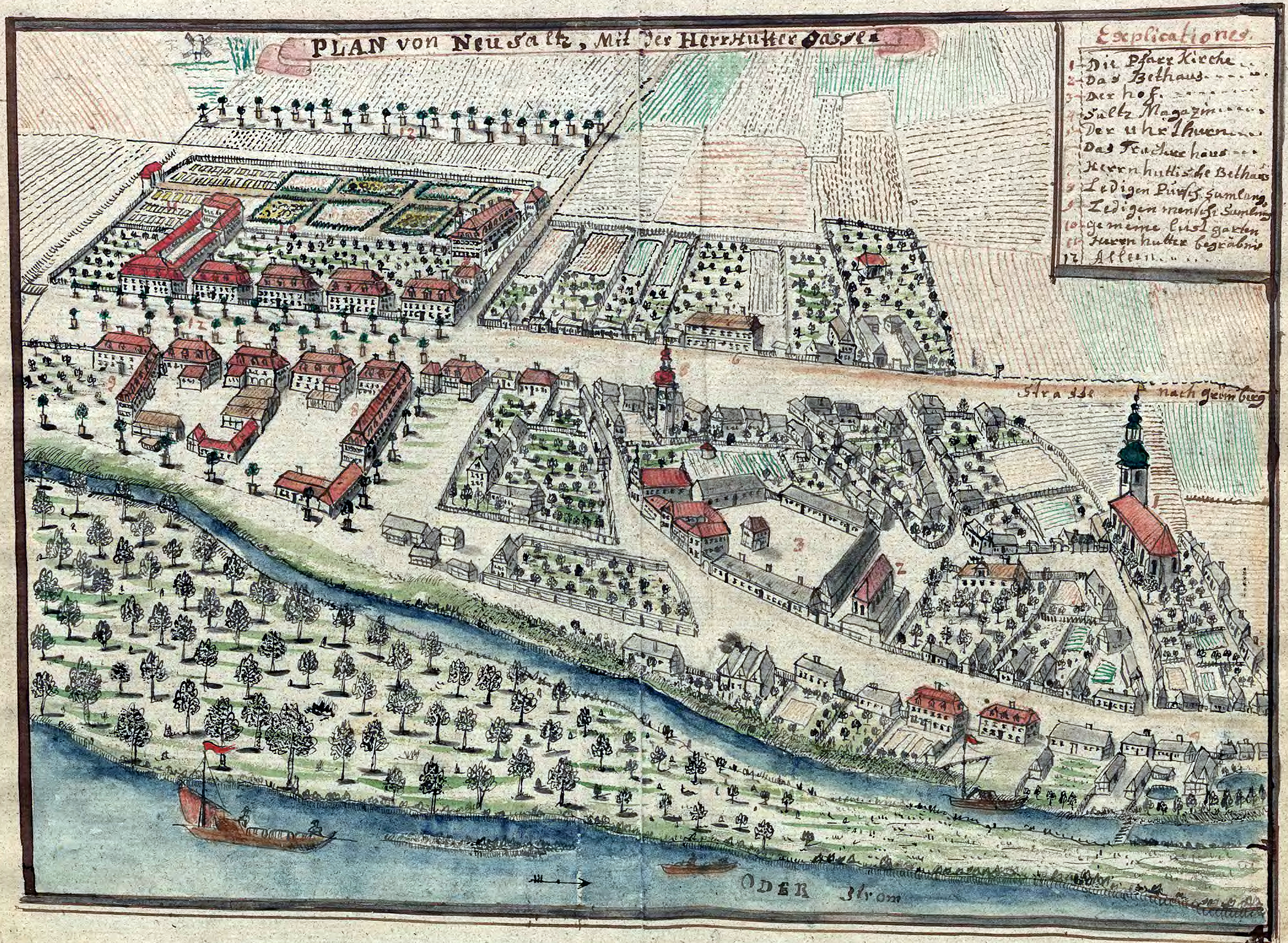
Neusalz im 18. Jahrhundert

### Unter böhmischer Hoheit
Die erste Siedlung auf dem Gebiet des heutigen Nowa Sól befand sich im 14. Jahrhundert unter böhmischer Herrschaft.

### Unter den Habsburgern
1563 entstand an der alten Oder das Kammergut Zum Neuen Saltze mit einem bedeutenden Siedewerk. Damit wollte Kaiser Ferdinand I. die Versorgung Schlesiens mit Meersalz aus La Rochelle und Spanien, welches über Hamburg und Stettin auf der Oder bis zum Ende der Schiffbarkeit transportiert wurde, gewährleisten und die Salzeinfuhr aus Polen damit eindämmen.
1573 wurde nach dem Oderhochwasser ein neues Siedewerk bei dem Dorf Modritz (Modrzyca) errichtet. Das zugehörige Salzamtmannshaus stand am Platz des heutigen Rathauses. Etwa 1585 wurde das erste Mal in Dokumenten der Ort als Neusalzburg und später als Neusalz erwähnt. Um den Handel zu erleichtern, wurde 1592 ein Hafen an der Oder errichtet. Das Aufkommen holländischer und englischer Konkurrenz im Ostseehandel führte seit dem Ende des 16. Jahrhunderts zu Schwierigkeiten bei der Belieferung mit Rohsalzen. Die Salzproduktion wurde immer unrentabler. Neben den Salzzöllen des Kurfürstentums Brandenburg war es vor allem der Dreißigjährige Krieg, der das Werk darniedergehen ließ. Später erholte sich das Siedewerk wieder etwas, konnte sich allerdings gegen die Salinensalze aus Brandenburg und Polen nicht mehr behaupten. Als 1710 die Schweden die Meersalzeinfuhr über Stettin abschnitten, erfolgte die endgültige Einstellung der Salzproduktion. 1713 erfolgte die Umstellung des ehemaligen Siedewerks zur Faktorei für Salz der Salinen in Halle und bei Magdeburg.
Eine evangelische Kirche wurde 1597 errichtet. 1662 wurde eine Poststation errichtet.

### Unter den Hohenzollern
Mit dem Vorfrieden von Breslau 1742 wurde Neusalz preußisch. Am 8. Oktober 1743 erteilte der preußische König Friedrich der Große Neusalz das Stadtrecht und ließ einen Plan zur weiteren Entwicklung des Ortes erstellen. Der Steinsalzimport mit Kähnen von Stettin bis Neusalz und der Weitertransport per Land wurde wieder aufgenommen. Dies führte zu einer Belebung des Ortes und der Ansiedlung von Siedlern, u. a. aus Mähren. 1743 lebten 800 Menschen in Neusalz. Die Herrnhuter Brüdergemeine erhielt am 13. Mai 1743 die Erlaubnis zur Errichtung einer Kolonie südöstlich der Stadt. Unter Ernst Julius von Seydlitz entstand ein Gemeindezentrum mit zahlreichen Gewerbebetrieben.
Am 24. September 1759 fielen nach der Schlacht bei Kunersdorf russische Truppen in Neusalz ein, plünderten und zerstörten Teile der Stadt. Die Herrnhuter Siedlung brannte vollständig nieder. 1765 entstand die ersten Manufaktur für Leinenproduktion in Neusalz. Auch der Laden der Brüdergemeine wurde wiedereröffnet, aus ihm entstand später das Speditions-, Handels- und Bankhaus Meyerotto.

### Industrialisierung und Deutsches Kaiserreich
1816 entstand aus der Weberei der Brüdergemeine die Textilfabrik von Johann David Gruschwitz (später J. D. Gruschwitz & Söhne oHG, ab 1906 Gruschwitz Textilwerke AG), der lange Zeit größte Arbeitgeber in der Stadt. Die erste Eisenhütte wurde 1827 vom Aktienverein Eisenhütte Neusalz in Betrieb genommen. 1853 kam die Paulinenhütte hinzu. In der Umgebung der Stadt zwischen den Flüssen Czarna Struga und Śląska Ochla (Ochel) lagerte genügend Raseneisenerz. Vor allem die Produktion von Emaillegeschirr wurde zum Schwerpunkt der Hütten und Gießereien. Dadurch entstanden große Exportbetriebe, die auch nach der Einstellung aller Hochöfen zwischen 1877 und 1880 immer weiteren Zuwachs erzielten.
Der Oderhafen wurde 1831 ausgebaut. Die Borstenzurichterei als Zulieferhandwerk für die Fertigung von Pinseln und Bürsten wurde 1850 ansässig. 1870 wurde an Stelle der Oderfähre eine Holzbrücke errichtet, die dem Ort zu einer besseren Verbindung nach Posen verhalf. An ihrer Stelle entstand 1932 eine Eisenbetonbrücke.
Neusalz als der nördlichste Stapelplatz Schlesiens verlor beim Bau der Niederschlesisch-Märkischen Eisenbahn von Berlin nach Breslau ab 1846 viel von seiner Bedeutung, da die Eisenbahn an Neusalz weiträumig vorbeifuhr. Erst 1871 wurde die Stadt an das Eisenbahnnetz angeschlossen und erhielt eine Verbindung nach Stettin und Berlin. 1892 übernahm die Meyerotto-Bank die Leimfabrik und entwickelte sie zu einem bedeutenden Betrieb. 1897 wurde der Oderhafen erneut vergrößert, später entstand ein Dammsystem an der Oder, um schwere Hochwasserschäden wie die von 1592, 1736, 1854 und 1903 künftig zu vermeiden. Um 1900 hatte Neusalz drei evangelische Kirchen (eine davon der Herrnhutergemeinde gehörig), eine katholische Kirche, ein Privatprogymnasium, ein Waisenhaus, ein Amtsgericht und eine Reihe unterschiedlicher Fabrikationsbetriebe und Produktionsstätten.

### Weimarer Republik, NS-Diktatur und Zweiter Weltkrieg
1930 zählte die Stadt im Landkreis Freystadt 16.500 Einwohner. Während des Zweiten Weltkriegs entstand ein Arbeitslager für Juden, später errichteten die Gruschwitz Textilwerke eine Außenstelle des KZ Groß-Rosen.
Am 14. Februar 1945 erreichte die Rote Armee Neusalz, zuvor hatten deutsche Truppen am 9. Februar die Oderbrücke gesprengt. In der Stadt entstanden bei den Kämpfen größere Schäden.

### Volksrepublik Polen und Dritte Republik
Im Sommer 1945 wurde Neusalz zusammen mit fast ganz Schlesien von der sowjetischen Besatzungsmacht unter polnische Verwaltung gestellt, die deutsche Bevölkerung vertrieben.
Die Stadt wurde zu einem bedeutenden Industriestandort in Polen ausgebaut und übernahm seit 1950 an Stelle von Kożuchów (Freystadt) die Funktion des Verwaltungszentrums der Region.

### Bevölkerungsentwicklung
| Jahr | Einwohner | Anmerkungen                                                                      |
| ---- | --------- | -------------------------------------------------------------------------------- |
| 1880 | 09.073    | davon 6.856 Evangelische, 1.897 Katholiken und 85 Juden                          |
| 1905 | 13.022    | davon 2.926 Katholiken und 65 Juden                                              |
| 1925 | 14.166    | davon 10.957 Evangelische, 3.019 Katholiken, 19 sonstige Christen und 46 Juden   |
| 1933 | 16.463    | davon 12.515 Evangelische, 3.282 Katholiken, zwei sonstige Christen und 52 Juden |
| 1939 | 17.113    | davon 13.192 Evangelische, 3.358 Katholiken, 69 sonstige Christen und neun Juden |
| 2016 | 39.258    | [ 6 ]                                                                            |
| 2018 | 39.098    | [ 7 ]                                                                            |

## Sehenswürdigkeiten
- Rathaus aus dem 16. Jahrhundert
- Stadtmuseum Nowa Sól, ul. Muzealna 20; erbaut um 1883 im neuklassizistischen Stil als Villa der Familie Gruschwitz
- St.-Michaelis-Kirche aus dem 16. Jahrhundert
- Pfarrkirche St. Antonius von Friedrich August Stüler, erbaut von 1835 bis 1839 im neuromanischen Stil als evangelische Dreifaltigkeitskirche, seit 1950 katholisch
- Kapelle der evangelischen Gemeinde auf dem städtischen Friedhof, errichtet nach 1886[8]
- St.-Barbara-Kirche, erbaut 1900 im neugotischen Stil für die Gemeinde der Altlutheraner
- Ehemaliges Bethaus der Herrnhuter Brüdergemeine, erbaut 1769, 1945 profaniert
- Salzlager aus dem 17. und 18. Jahrhundert
- Hubbrücke über den Hafenkanal von 1927, von 1954 bis 1956 und 1993 erneuert

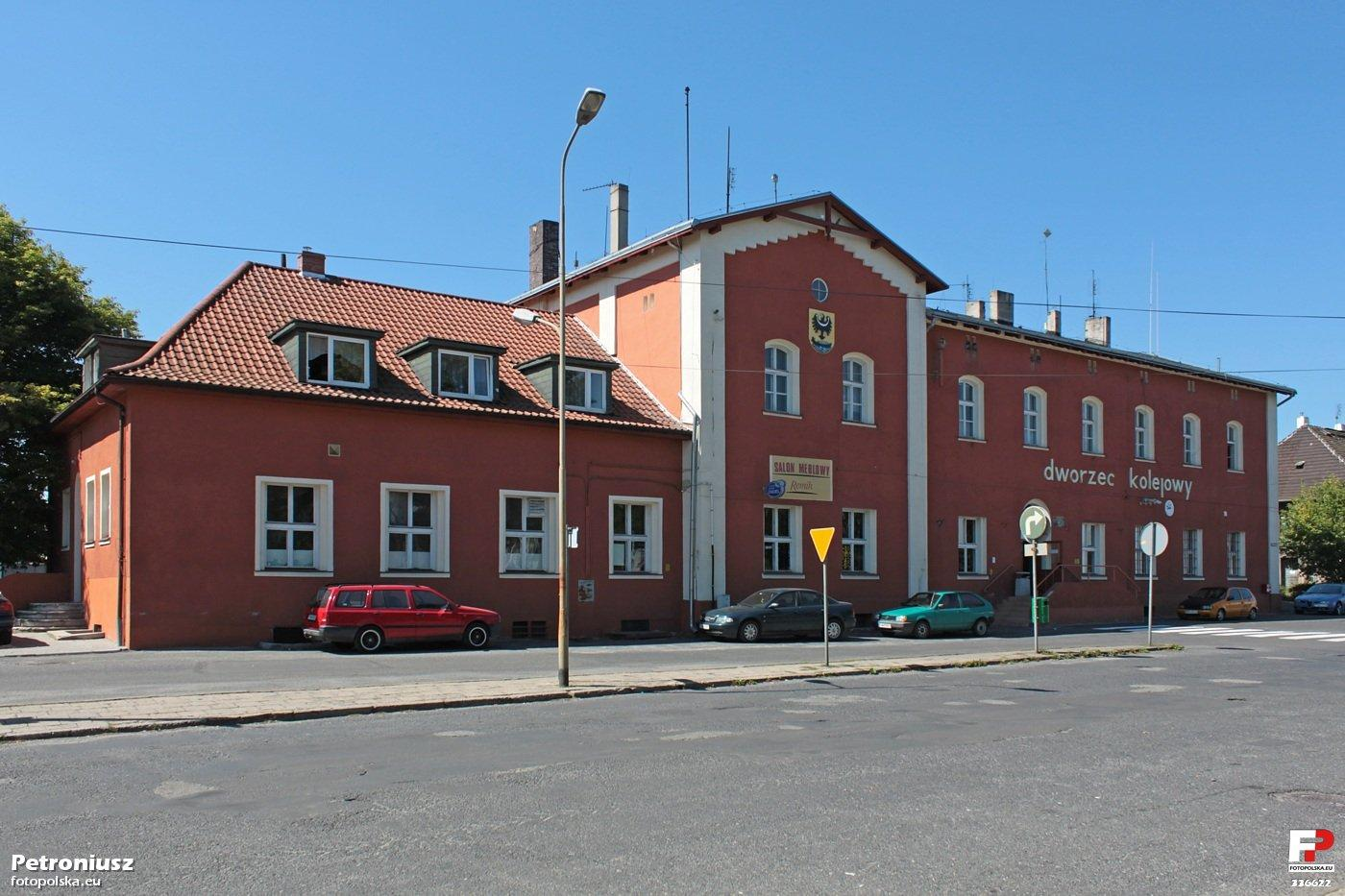
Bahnhof Nowa Sól

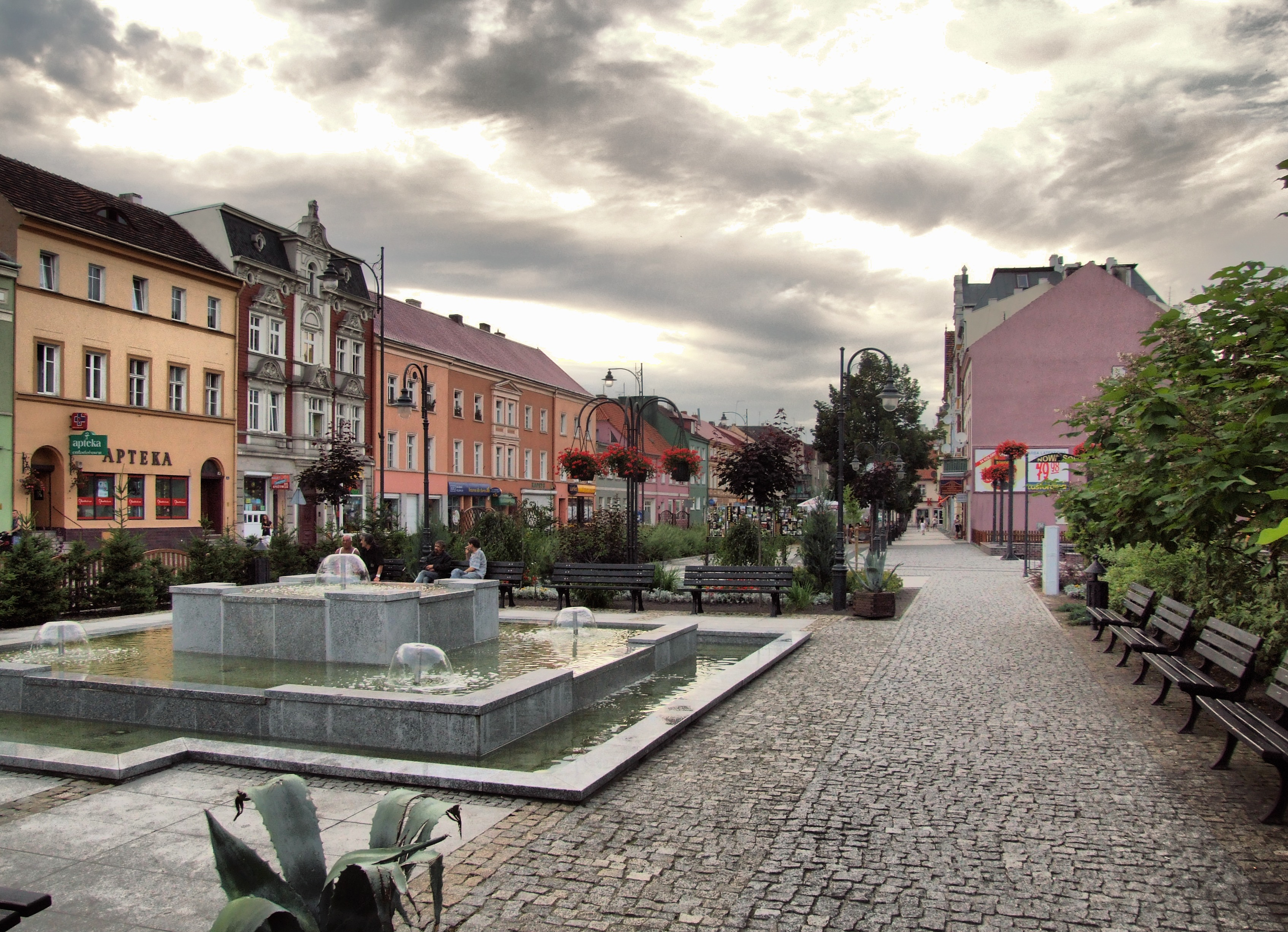
Plac Wyzwolenia im Stadtzentrum
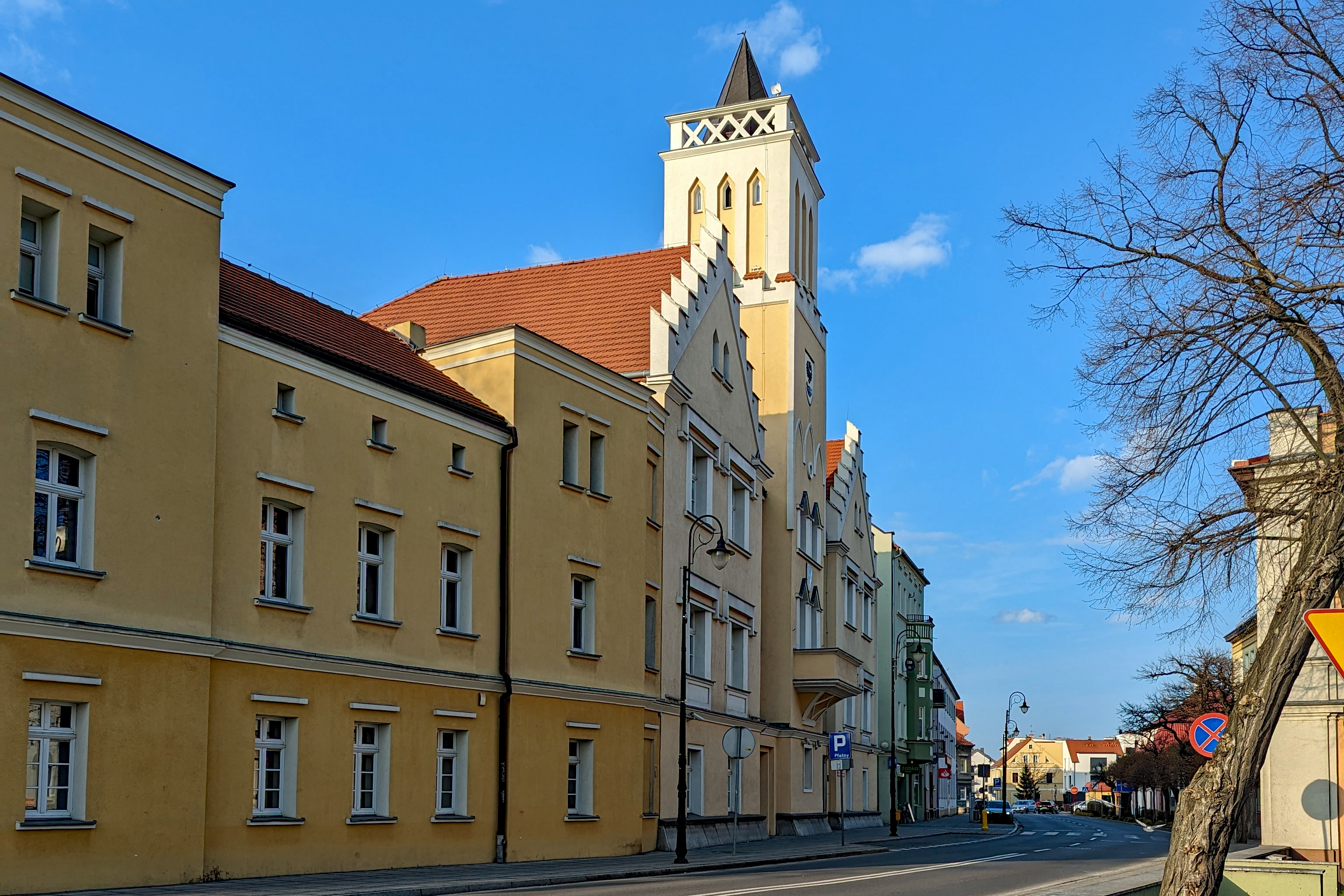
Rathaus
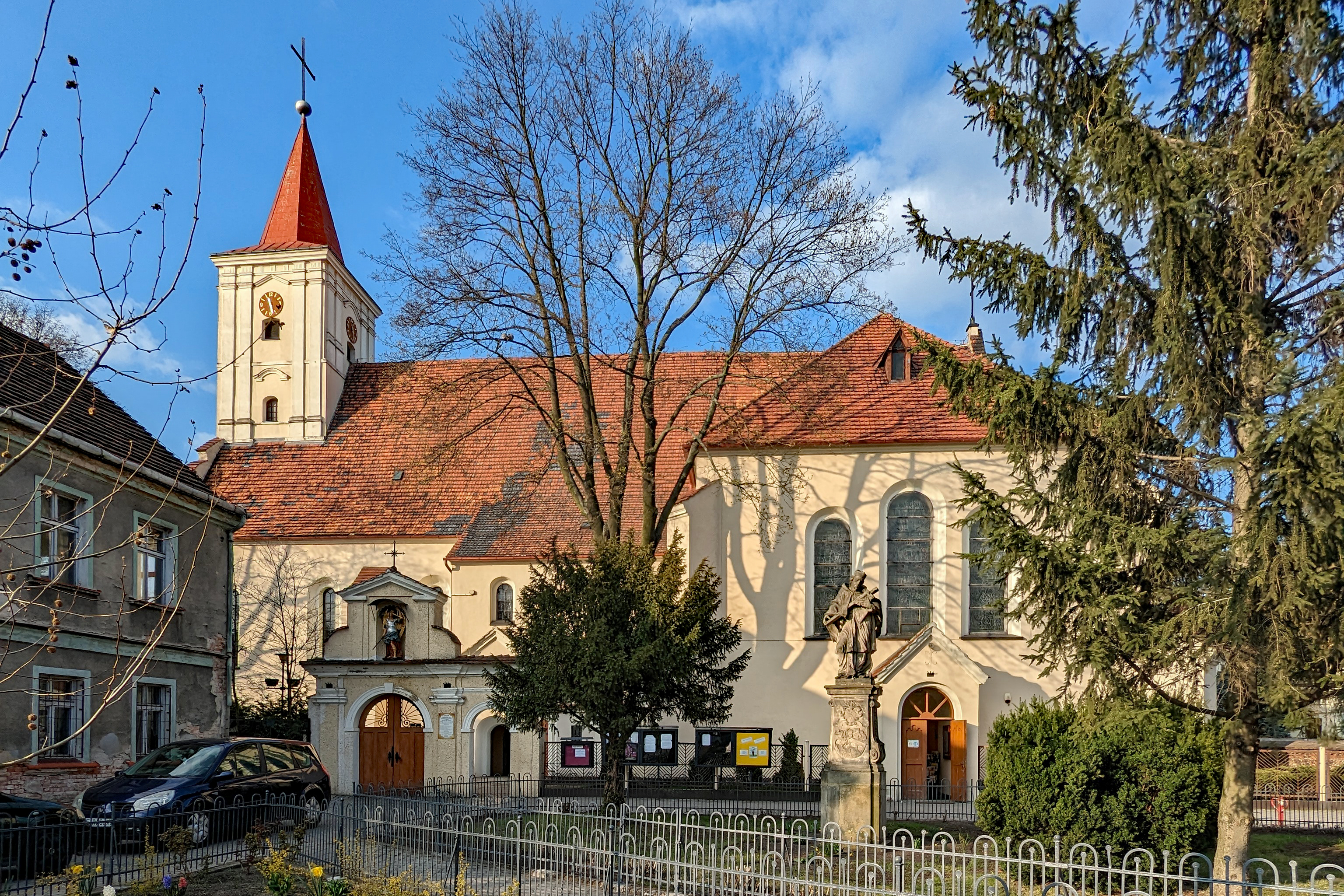
Michaeliskirche
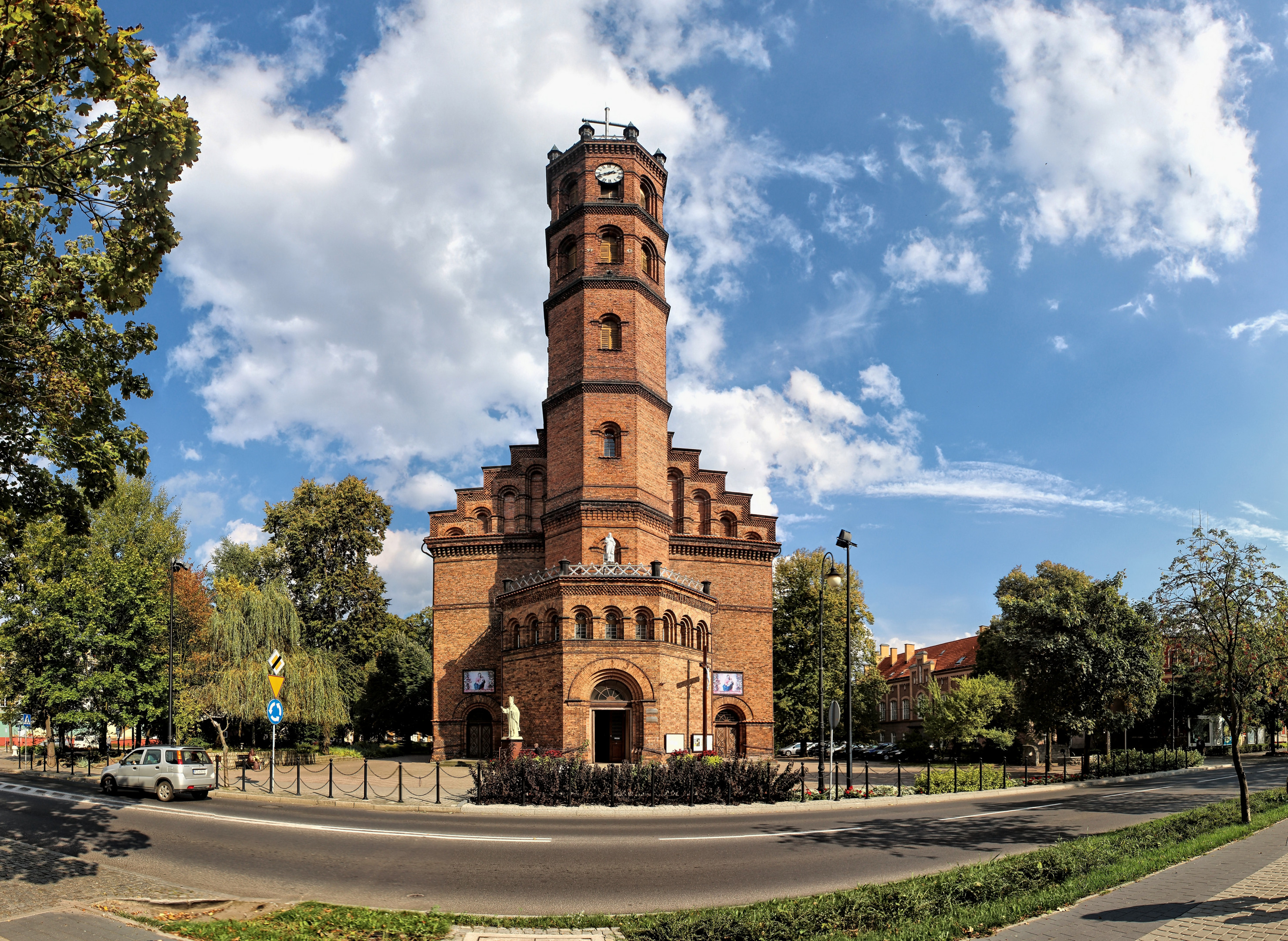
St.-Antonius-Kirche
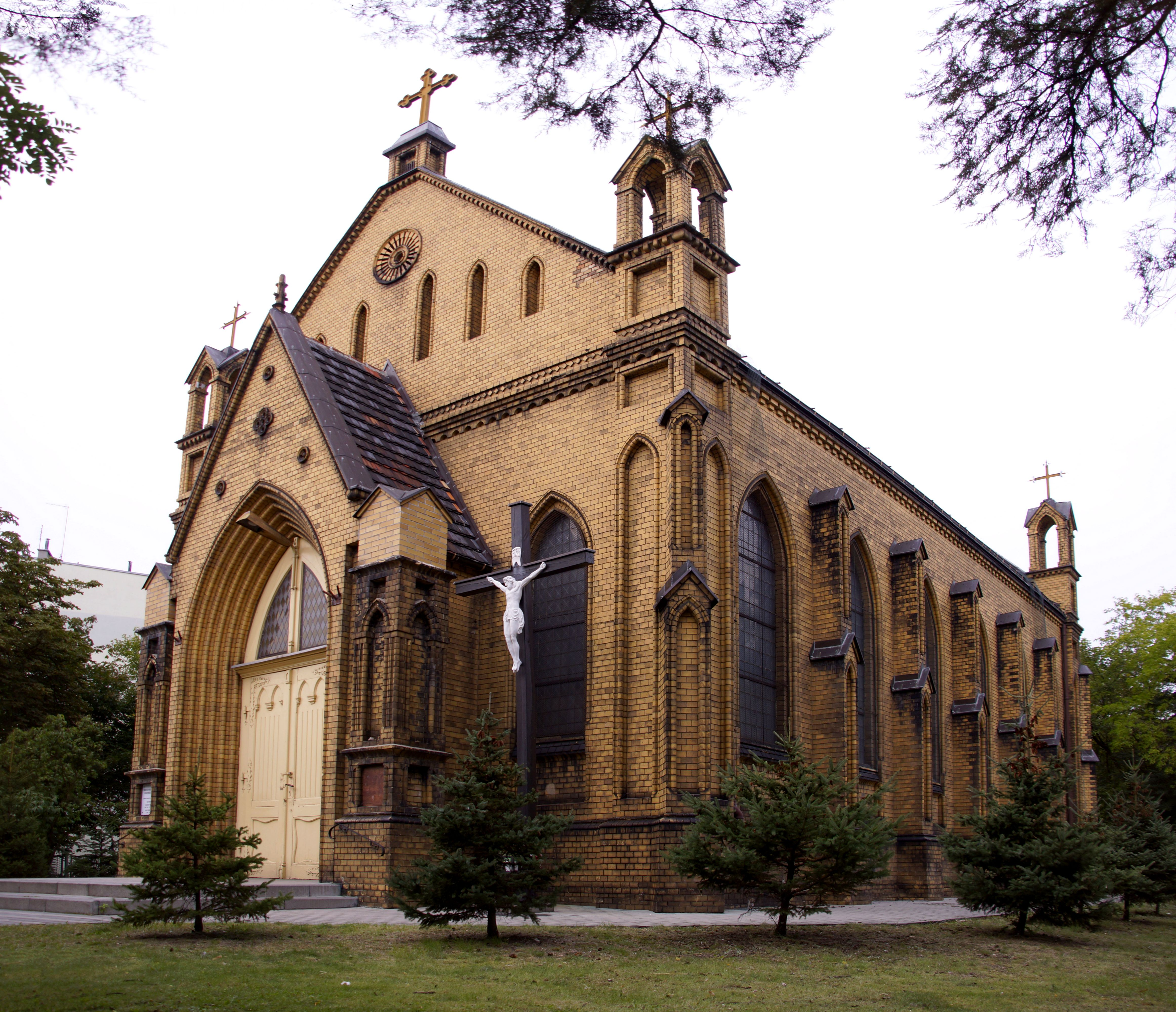
St.-Barbara-Kirche
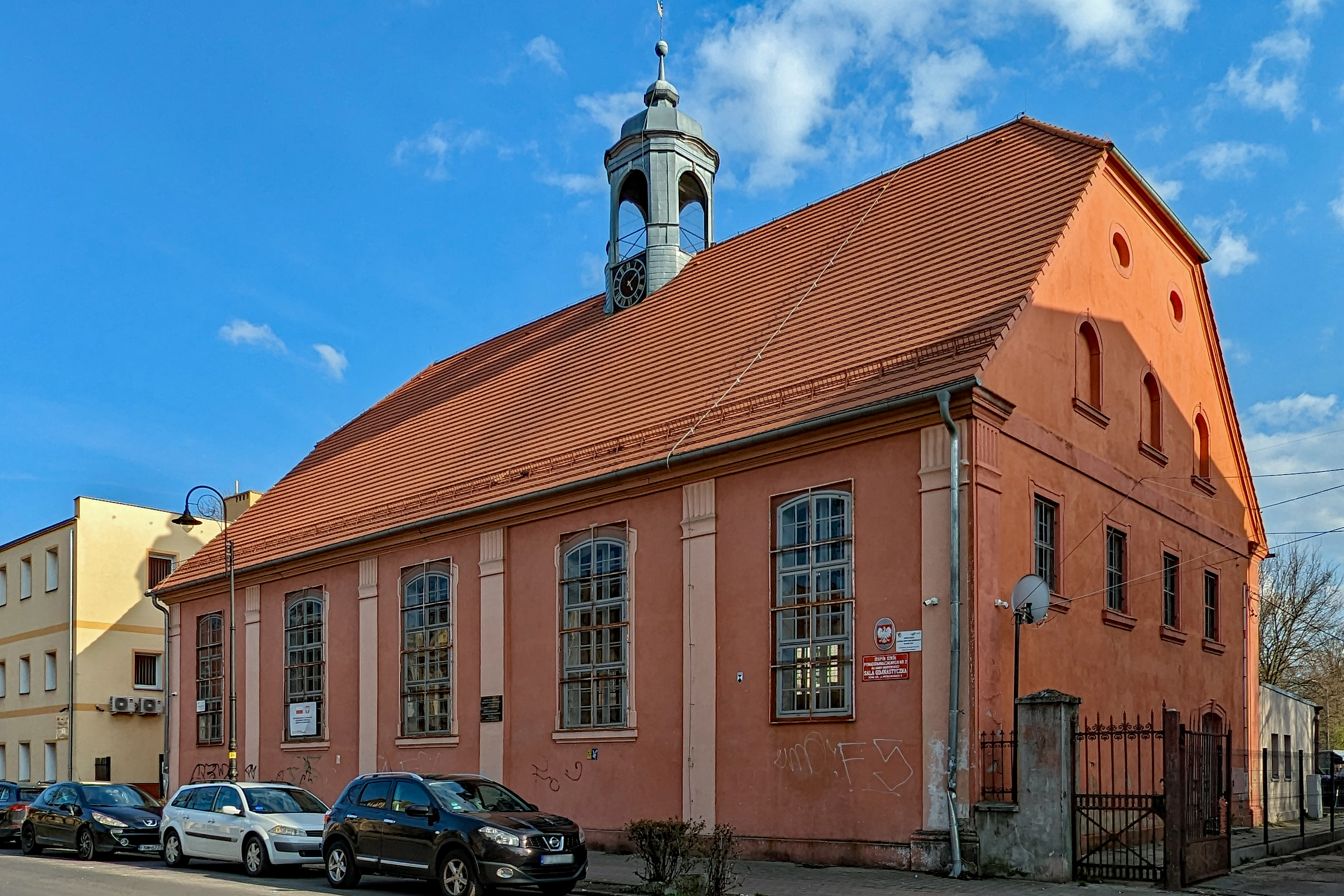
Ehemaliges Bethaus der Herrnhuter Brüdergemeine
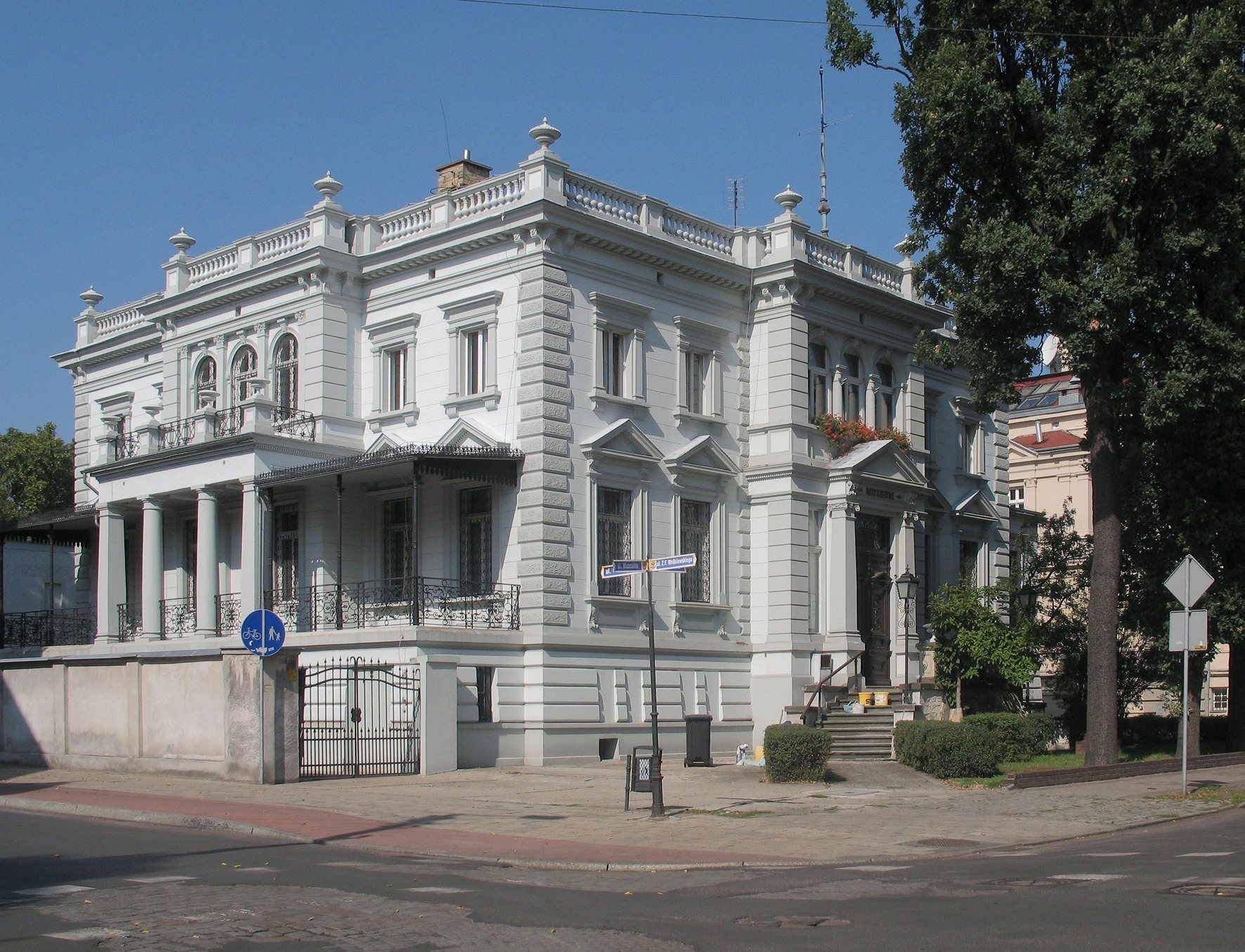
Stadtmuseum
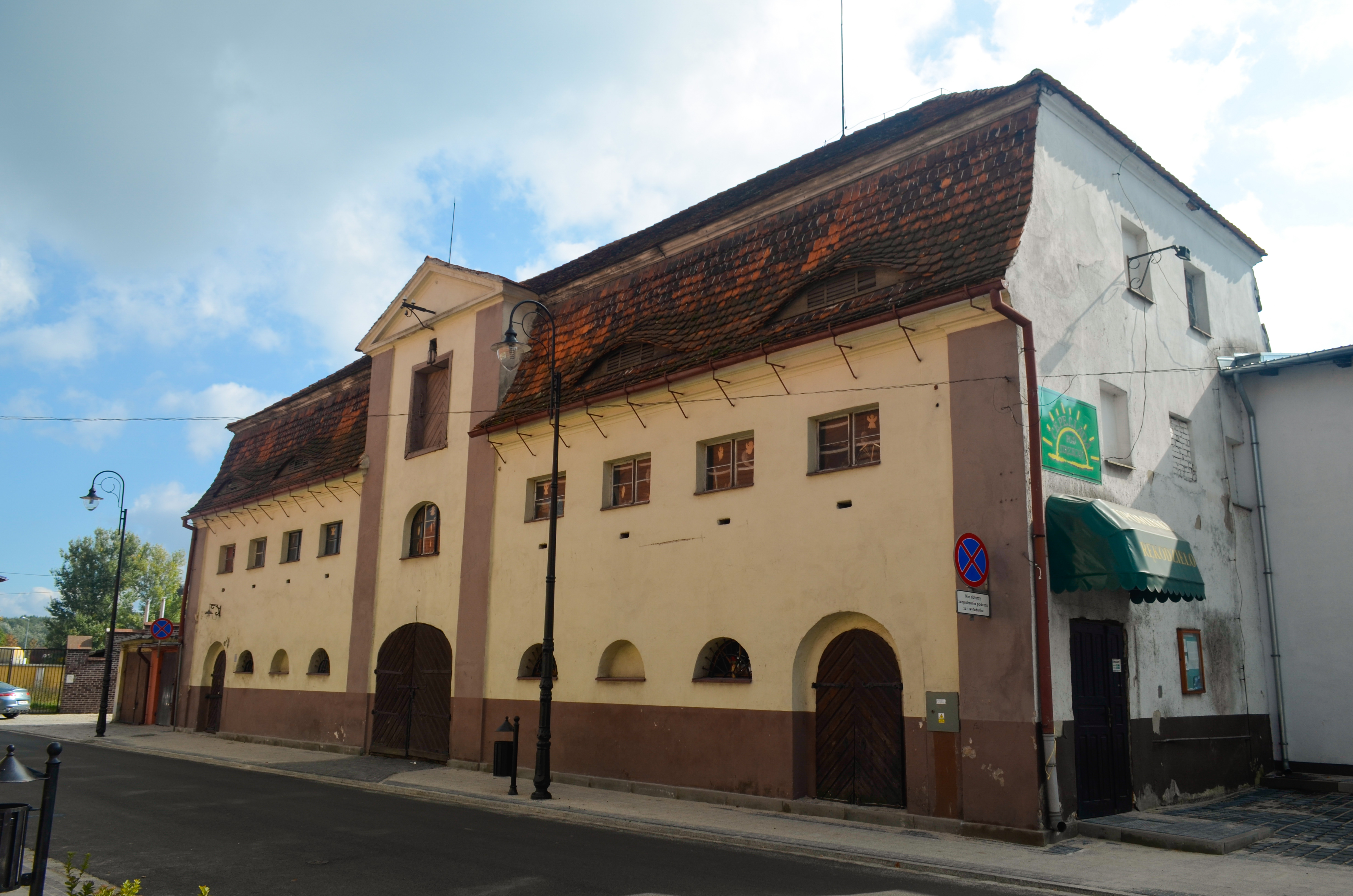
Historischer Salzspeicher aus dem 18. Jahrhundert
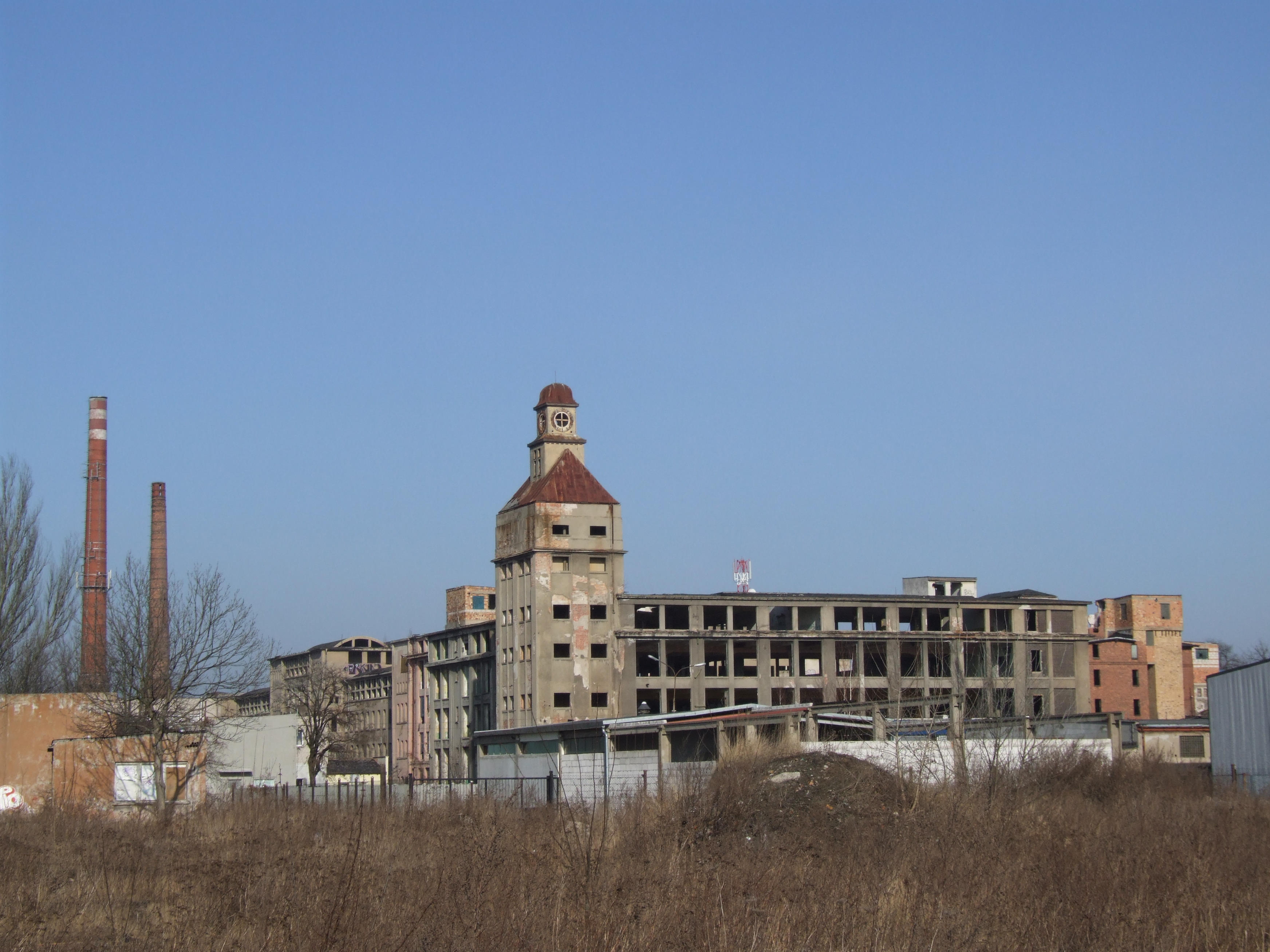
Ruine eines Fabrikgebäudes der ehemaligen Gruschwitz Textilwerke AG (Foto 2008), Industriearchitektur aus der Zeit um 1914
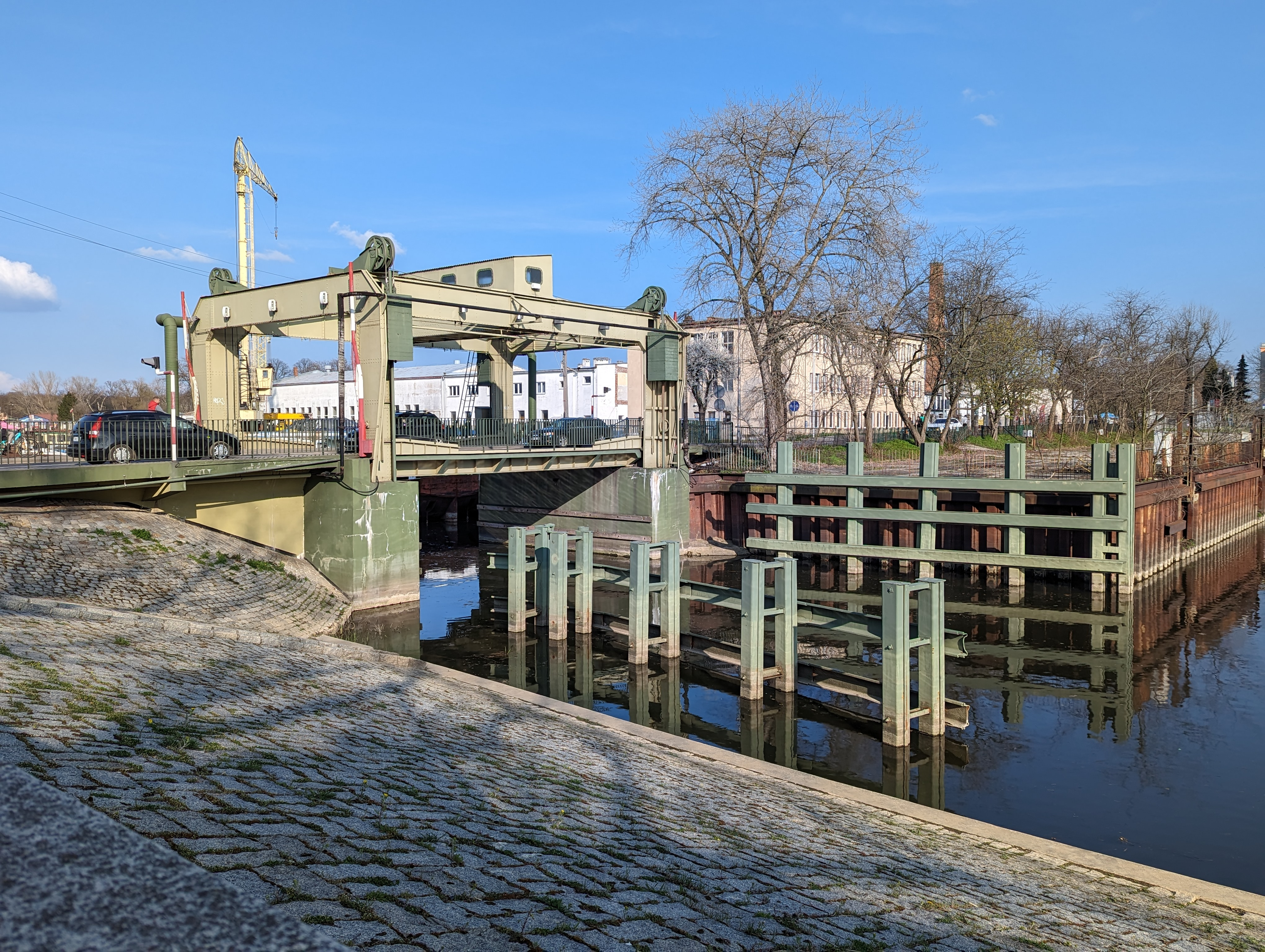
Hubbrücke über den Hafenkanal

## Verkehr
Der Bahnhof Nowa Sól wird von den Eisenbahnstrecken Wrocław–Szczecin und Wolsztyn–Żagan bedient.

## Partnerstädte
- Achim (Landkreis Verden) (Deutschland)
- Fresagrandinaria (Italien)
- Püttlingen (Deutschland)
- Saint-Michel-sur-Orge (Frankreich)
- Senftenberg (Deutschland)
- Veszprém (Ungarn)
- Žamberk (Tschechien)

## Persönlichkeiten
- Carl Bernhard Garve (1763–1841), evangelischer Theologe und Kirchenlieddichter, wirkte 21 Jahre in Neusalz
- Johann David Gruschwitz (1776–1848), Begründer der Gruschwitz Textilwerke AG
- Christian David Gebauer (1777–1831), dänischer Maler
- Samuel Ludwig Hartig (1790–1868), Orgelbauer
- Hermann Franke (1834–1919), Kantor und Komponist
- Gustav A. Schneebeli (1853–1923), US-amerikanischer Politiker
- Paul Guder (1855–1925), Neurologe und Gerichtsmediziner, geboren in Modritz
- Paul Wiesner (1855–1930), Regattasegler, Olympiasieger
- Otto Laemmerhirt (1857–1935), deutscher Landschafts- und Marinemaler
- Otto Jaekel (1863–1929), Geologe und Paläontologe
- Robert Kuhnert (1863–1947), Agrarwissenschaftler
- Walter Thor (1870–1929), Bildnismaler
- Erich Siltz (1880–1942), Verleger des Neusalzer Stadtblattes
- Alfred Saalwächter (1883–1945), Marineoffizier, zuletzt Generaladmiral im Zweiten Weltkrieg
- August Teuber (1898–1960), Beamter der Deutschen Reichspost, Funkpionier, Forscher und Entwickler  auf dem Gebiet der elektrischen Nachrichtentechnik, bis Mai 1945 Leiter des Fernmeldeamtes Neusalz/Oder
- Horst Pommer (1919–1987), Chemiker
- Ilse Forster  (1922–?), deutsche SS-Aufseherin im KZ Bergen-Belsen
- Waldemar Pilz (1922–2004), SED-Funktionär, geboren in Alt-Tschau
- Friedrich Zehm (1923–2007), Komponist
- Eberhard Günter Schulz (1929–2010), Philosoph, Präsident des Ostdeutschen Kulturrats
- Hans-Jürgen Klink (1933–2022), Geograph
- Wiprecht von Treskow (* 1935), Diplomat und Autor
- Klaus Müller-Hohenstein (* 1936), Geograph und emeritierter Professor
- Christian Thiel (* 1937), Philosoph und Wissenschaftstheoretiker
- Eva Pohl (* 1937), Politikerin
- Horst Bergmann (1937–2016), Ringer
- Natias Neutert (* 1941), Künstler
- Seweryn Krajewski (* 1947), Popmusiker und Komponist
- Grzegorz Cybulski (* 1951), Leichtathlet
- Józef Młynarczyk (* 1953), Fußballtorwart
- Waldemar Zboralski (* 1960), Aktivist für Lesben, Schwule, Bisexuelle und Transgender
- Magdalena Różczka (* 1978), Schauspielerin

## Landgemeinde
Die Landgemeinde, zu der die Stadt Nowa Sól selbst nicht gehört, hat eine Fläche von 176,21 km², auf der (Stand: 31. Dezember 2020) 6992 Menschen leben.